# Guoptsejaure
Guoptsejaure är en sjö i Sorsele kommun i Lappland och ingår i Umeälvens huvudavrinningsområde. Sjön har en area på 0,309 kvadratkilometer och ligger 720,5 meter över havet. Guoptsejaure ligger i Vindelfjällen Natura 2000-område. Sjön avvattnas av vattendraget Fiellarjukke.

## Delavrinningsområde
Guoptsejaure ingår i det delavrinningsområde (732266-149855) som SMHI kallar för Mynnar i Salvijukke. Medelhöjden är 794 meter över havet och ytan är 16,26 kvadratkilometer. Räknas de 3 avrinningsområdena uppströms in blir den ackumulerade arean 47,52 kvadratkilometer. Fiellarjukke som avvattnar avrinningsområdet har biflödesordning 5, vilket innebär att vattnet flödar genom totalt 5 vattendrag innan det når havet efter 425 kilometer. Avrinningsområdet består mestadels av skog (24 procent) och kalfjäll (72 procent). Avrinningsområdet har 0,53 kvadratkilometer vattenytor vilket ger det en sjöprocent på 3,3 procent.